# Phytomyptera zonella
Phytomyptera zonella là một loài ruồi trong họ Tachinidae.